# Batalla de Guedequis
La Batalla de Guedequis (o Güedeque) fue un enfrentamiento militar librado el 4 de diciembre de 1810, en el contexto de las primeras etapas de la Guerra de Independencia de Venezuela, durante la Campaña de Coro, entre las fuerzas expedicionarias de la Junta Suprema de Caracas y las leales a la Regencia de España.

## Historia
El 28 de noviembre, el asalto de Coro por las tropas caraqueñas fracasó. Su líder, el marqués Francisco Rodríguez del Toro, ordenó la retirada y fue seguido por el gobernador de la ciudad, brigadier José Ceballos. El 30 de noviembre, las fuerzas mandadas por el marqués vencieron en Sabaneta a las del capitán general Fernando Miyares. Después de su victoria, el marqués siguió su retirada y en la noche llega a Lajas, donde pernocta.
En la siguiente jornada, pasa por Cuibita y por Dividive el 2 de diciembre, siempre bajo el acoso de las guerrillas realistas. El 3 de diciembre acampan en Guedequis y rechazan un ataque monárquico gracias a la intervención del coronel Luis Santinelli. Al día siguiente, son atacados por fuerzas realistas llegadas de San Luis, imponiéndose nuevamente por el actuar de Santinelli.
Esa noche, los patriotas acampan en Pozo Largo y al día siguiente sigue a Las Tunitas. El 6 de diciembre pasan por Siquisique, donde se reorganizan, y el 17 de diciembre llegan a Carora. Dejaron una columna de 400 soldados al mando del comandante Manuel Felipe Gil para vigilar a sus adversarios. Después de un breve descanso siguen a Barqusimeto y luego al centro de Venezuela. Habían perdido más de 1500 hombres en la retirada por diversas causas. La inexperiencia del general y oficiales, la lentitud de su avance y la naturaleza desértica de la provincia de Coro, siempre carente de agua, con pocos cultivos de maíz y cabras y muchos espinos y abrojos, contribuyeron a la derrota del ejército. Los patriotas no volvieron a intentar avanzar sobre Coro, lo que fue decisivo, pues se convirtió en una cabeza de puente desde donde los monárquicos pudieron lanzar futuras expediciones de reconquista.